# Saint-Coutant (Deux-Sèvres)
Saint-Coutant ist eine französische Gemeinde im Département Deux-Sèvres in der Region Nouvelle-Aquitaine mit einer Fläche von 1194 Hektar und 277 Einwohnern (Stand 1. Januar 2022). Saint-Coutant ist eine Gemeinde im Kanton Celles-sur-Belle.

## Geografie
Saint-Coutant befindet sich etwa 380 km südlich von Paris und 120 km östlich des Atlantiks (La Rochelle) auf dem Nullmeridian. Die Höhenlage beträgt 140 Meter über Normalnull.

## Geschichte
Der alte Römerweg von Poitiers nach Saintes führt durch Saint-Coutant. Die Kirche und die alte Pastorei wurden während der Religionskriege zerstört und später durch die Abtei von Clémont wieder aufgebaut.